# Lydia Schoonbaert
Lydia Schoonbaert (Izegem, 6 januari 1930 – Meulebeke, 5 februari 2019) was een Vlaamse conservator, docent en schrijfster.
Schoonbaert studeerde aan de universiteit van Gent, waar zij verder doctoreerde in de Kunstgeschiedenis op het werk van Albert Servaes. Zij was later ook de hoofdconservator van het KSMKA te Antwerpen.
Zij schreef talrijke monografieën over voornamelijk kunstenaars uit haar tijd, onder meer James Ensor en Albert Servaes. Ze publiceerde ook eigen poëzie onder het pseudoniem Jozefa van Houtland. 
- Biblioteca Nacional de España: XX5535132
- Gemeinsame Normdatei: 1119337674
- International Standard Name Identifier: 0000 0001 2100 317X
- Library of Congress Control Number: n82163476
- Nederlandse Thesaurus van Auteursnamen: 06843622X
- Système universitaire de documentation: 080103081
- Virtual International Authority File: 29658348
- WorldCat: E39PBJmp8qJKt6jqPXymcccXVC